# Розвуд (тауншип, Миннесота)
Розвуд (англ. Rosewood) — тауншип в округе Чиппева, Миннесота, США. На 2000 год его население составило 303 человека.

## География
По данным Бюро переписи населения США площадь тауншипа составляет 92,7 км², из которых 92,4 км² занимает суша, а 0,2 км² — вода (0,22 %).

## Демография
По данным переписи населения 2000 года здесь находились 303 человека, 115 домохозяйств и 92 семьи.  Плотность населения —  3,3 чел./км².  На территории тауншипа расположено 123 постройки со средней плотностью 1,3 построек на один квадратный километр. Расовый состав населения: 98,68 % белых, 0,66 % афроамериканцев, 0,33 % азиатов, 0,33 % — других рас США. Испанцы или латиноамериканцы любой расы составляли 0,33 % от популяции тауншипа.
Из 115 домохозяйств в 34,8 % воспитывались дети до 18 лет, в 73,9 % проживали супружеские пары, в 1,7 % проживали незамужние женщины и в 20,0 % домохозяйств проживали несемейные люди. 19,1 % домохозяйств состояли из одного человека, при том 6,1 % из — одиноких пожилых людей старше 65 лет. Средний размер домохозяйства — 2,63, а семьи — 2,99 человека.
24,4 % населения — младше 18 лет, 10,6 % — в возрасте от 18 до 24 лет, 26,1 % — от 25 до 44, 24,4 % — от 45 до 64, и 14,5 % — старше 65 лет. Средний возраст — 39 лет. На каждые 100 женщин приходилось 109,0 мужчин.  На каждые 100 женщин старше 18 приходилось 114,0 мужчин.
Средний годовой доход домохозяйства составлял 36 250 долларов, а средний годовой доход семьи —  39 500 долларов. Средний доход мужчин —  31 786  долларов, в то время как у женщин — 18 125. Доход на душу населения составил 15 811 долларов. За чертой бедности находились 4,4 % семей и 8,2 % всего населения тауншипа, из которых 8,7 % младше 18 и 9,1 % старше 65 лет.